# جهاثم
جهاثم قرية فلسطينية من قرى الضفة الغربية وتقع في محافظة بيت لحم وقد وقعت تحت الاحتلال الإسرائيلي في حرب 1967، ولكنها تتبع السلطة الوطنية الفلسطينية الآن. لها مجلس قروي.